# Guillaume Le Doyen
Guillaume Le Doyen (vers 1460 à Laval - vers 1540 à Laval) est un notaire, chroniqueur et poète mayennais du XVe siècle.

## Biographie
« Et si voulez de moy savoir Je fuz natif du beau Manoir Ouvrouïn, près le pont de Mayenne, Ou j'ay ma terre et mon domaine Qui n'est pas de grant revenu, Je vis du gros et du menu, Car je suis personne publicque Et chacun jour mon sens applicque Avoir de Dieu parfaicte amour Et o tout le peuple favour.  ».
Guillaume Le Doyen naquit vers 1460 à Laval près du Manoir-Ouvrouin dans une maison qui avait été construite sur un emplacement concédé à son grand'père par Jean Auvé, au lendemain de la guerre de Cent Ans, et dont le lot principal lui échut en 1490.
Après avoir étudié à la « grant escolle » ou psallette de Saint-Tugal le français et le latin sous la direction d'un maître nommé par le chapitre de Saint-Tugal, il devint secrétaire du chapitre du Cimetière-Dieu.
Puis, « ou tout foul ou tout saige », se maria en 1486 avec une femme dont on ne sait que le prénom de Jeanne, et qui lui donna lieu « de la loser ».
Vers le même temps, il prit une charge de notaire du Comté de Laval qu'il garda toute sa vie, ayant eu le bonheur, à force de rechercher la faveur du peuple et l'amitié des grands, comme le seigneur de Laval, de se voir le premier confirmé, en 1515, par le sévère Jacques Tahureau, que Louise de Savoie avait envoyé dans le Maine pour réduire le nombre des notaires. Sa clientèle était d'ailleurs assez choisie, et parmi les nombreux actes que reçut le tabellion-chroniqueur, beaucoup intéressent les comtes de Laval, les Dominicains, le clergé de la ville et la communauté des habitants. 
Cela ne l'empêchait pas d'exercer d'autres fonctions, comme celle de sergent du Manoir-Ouvrouin (quartier de Laval), celle de « sergent général » du comté, et de remplir depuis 1493 auprès de la juridiction d'Hauterive quelque office analogue. En 1530, il eut même la recette de l'hôpital Saint-Julien où, pendant 16 mois, dit-il, « Jamais il n'y eut jour de deduyt Ne sancté ». Tout ce travail à l'hôpital est aujourd'hui représenté par un reçu de quelques lignes.
En relations journalières avec les officiers de Manoir-Ouvrouin, une porte ouverte dans le mur de clôture des deux maisons voisines rendant les communications constantes, Guillaume Le Doyen vécut encore ainsi « bien entretenu » quelques années, près de sa femme comme lui presque octogénaire, et mourut, semble-t-il, vers la fin de l'année 1540, sans enfant, laissant à des petits-neveux, comme Jean et Robert, ce dernier notaire à Laval, le soin de perpétuer le nom.

## Études et Écrits

### Un chroniqueur témoin de son temps
- Mais l'écritoire servit au tabellion[4] à autre chose qu'à dresser des minutes. Quand la nouvelle paroisse de Saint-Vénérand se fonda au Pont-de-Mayenne[5], Le Doyen, sur la requête des gens d'église et des bourgeois bienfaiteurs, enregistra les noms des riches marchands qui participaient à la fondation pieuse, et raconta les divers incidents qui menèrent l'œuvre à une perfection relative. Cette chronique en prose, inscrite en tête du premier registre religieux de Saint-Vénérand[6], relate fidèlement ce qui se rapporte à la paroisse de Saint-Vénérand depuis 1480.

- Le Doyen avait tenu aussi, depuis la même époque, un journal des évènements concernant la ville et le comté de Laval ; il reprit plus tard ce premier travail, peut-être vers la soixantaine, avant 1522 semble-t-il, mettant au point ce qu'il avait « jà assez d'ancien aage rédigé et mys par escript », et ce labeur, continué depuis lors année par année jusqu'en 1537, nous valut les Annales et « Chronicques du païs et comté de Laval et parties circonvoisines », si précieuses pour l'histoire de la région.

### Piètre poète, intéressant chroniqueur
Le Doyen, qui avait lu les Vigiles de Charles VII de son contemporain Martial d'Auvergne, et peut-être aussi le Bréviaire des Bretons de l'aumônier de Saint-Julien, Pierre Le Baud, se trouva capable de versifier, et c'est de ce travail de versification entrepris vers 1520 qu'il prie le lecteur de lui savoir gré.

Les vers sont franchement mauvais, dit l'Abbé Angot, la rime s'y amène comme elle peut, c'est-à-dire fort mal, et la langue est embarrassée et incorrecte. Mais ce qui fait la faiblesse même du poème, l'absence complète d'imagination, a rendu l'œuvre intéressante, car on y trouve en grand nombre des détails précis et sincères qui importent même à l'Histoire générale de la France et à l'histoire littéraire. On y trouve très bien dépeint le genre de vie d'une petite ville bourgeoise du XVIe siècle, de curieuses particularités sur le prix des choses, des denrées alimentaires surtout, -alors que la moindre disette devenait meurtrière-, des renseignements sur les mystères qui se jouaient de ci de là. Les mystères, le chroniqueur en composait à l'occasion, comme Le Mystère de la Nativité, se mêlant aux acteurs, ou, quand l'âge ne lui permettait plus ce divertissement, y prenant cependant une part active comme souffleur : « ...portant le second papier / Pour aider à l'entremetier ».

## Publications
Les Annales de Guillaume Le Doyen ont été publiées par Louis-Julien Morin de la Beauluère (Laval, Godbert, 1859, in-8°), d'après une copie fautive qui se trouve à la bibliothèque de Laval et que la municipalité avait fait dresser en 1828 sur un ancien manuscrit que Jacques-Ambroise Duchemin de Villiers avait découvert à la Bibliothèque royale, déjà mentionné par le Père Jacques Lelong. Ce manuscrit, coté aujourd'hui sous le no 11.512 du fonds français, doit être, malgré l'opinion émise en 1882 par Marius Sepet, un autographe de Guillaume Le Doyen. C'est lui qu'il faudrait consulter pour une édition définitive de l'œuvre de Le Doyen.
Le dithyrambe de Guillaume Le Doyen est dédié à Gilles de Laval.

## Sources et bibliographie
- « Guillaume Le Doyen », dans Alphonse-Victor Angot et Ferdinand Gaugain, Dictionnaire historique, topographique et biographique de la Mayenne, Laval, A. Goupil, 1900-1910 [détail des éditions] (BNF 34106789, présentation en ligne)
- Bibliothèque de l'École des chartes, t. XIII, p. 361 (article de M. de Certain)
- Charles Maucourt de Bourjolly, Mémoires, t. I, p. 18
- Jean-Barthélemy Hauréau, Histoire littéraire du Maine, t. VII, p. 126
- Commiss. hist., t. V, p. 109
- Abbé Angot, Guillaume le Doyen